# Always Where I Need to Be
Always Where I Need to Be is de eerste single van het album Konk van The Kooks. De single kwam 31 maart 2008 in het Verenigd Koninkrijk uit.
De single kwam in de Nederlandse Top 40 binnen op nummer 39 en behaalde de 27ste positie in deze lijst en in de Mega Top 50 behaalde het als hoogste positie 10. De single kwam op de derde plaats binnen in de UK Singles Chart, meteen de hoogste positie die in deze lijst behaald werd.

## Hitnotering
| Always Where I Need to Be in de Nederlandse Top 40 - binnen: 12 april 2008 | Always Where I Need to Be in de Nederlandse Top 40 - binnen: 12 april 2008 | Always Where I Need to Be in de Nederlandse Top 40 - binnen: 12 april 2008 | Always Where I Need to Be in de Nederlandse Top 40 - binnen: 12 april 2008 | Always Where I Need to Be in de Nederlandse Top 40 - binnen: 12 april 2008 | Always Where I Need to Be in de Nederlandse Top 40 - binnen: 12 april 2008 |
| Week                                                                       | 1                                                                          | 2                                                                          | 3                                                                          | 4                                                                          |                                                                            |
| -------------------------------------------------------------------------- | -------------------------------------------------------------------------- | -------------------------------------------------------------------------- | -------------------------------------------------------------------------- | -------------------------------------------------------------------------- | -------------------------------------------------------------------------- |
| Nummer                                                                     | 39                                                                         | 32                                                                         | 27                                                                         | 32                                                                         | uit                                                                        |